# Joyce K. Reynolds
Joyce K. Reynolds (8 de marzo de 1952 – 28 de diciembre de 2015) fue una informática teórica estadounidense.

## Trayectoria
Reynolds posee una licenciatura y una maestría de la Universidad del Sur de California, Estados Unidos. Ha sido activa en el desarrollo de los protocolos que son subyacentes al Internet. En particular, ha escrito o coescrito muchos RFCs, más notablemente los que introducen y especifican el protocolo Telnet.
Formó parte del equipo editorial de la serie de Request For Comments de 1987 a 2006, y también realizó la función de IANA con Jon Postel hasta que fue transferido a ICANN, y trabajó con ICANN en este papel hasta 2001.
Como Director de la Zona de Servicios de Usuarios, fue socio del IESG del IETF de 1990 hasta marzo de 1998.
Junto con Bob Braden, recibió el Premio Postel de 2006 en reconocimiento a sus servicios al Internet.
Es mencionada, junto con una biografía breve, en RFC 1336, Los más destacados del Internet (1992).